# Potencia (farmacología)

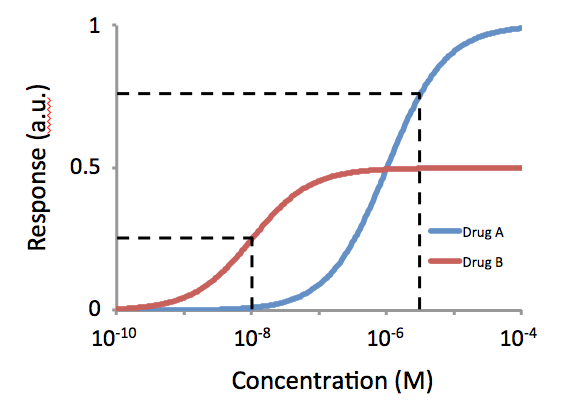
Curvas de concentración-respuesta que ilustran el concepto de potencia. Para una respuesta de 0.25au, el fármaco B es más potente, ya que genera esta respuesta a una concentración más baja. Para una respuesta de 0,75au, el fármaco A es más potente. au se refiere a "unidades arbitrarias".

En el campo de la farmacología, la potencia es una medida de la actividad del fármaco expresada en términos de la cantidad requerida para producir un efecto de intensidad dada. Un fármaco altamente potente (por ejemplo, fentanilo, alprazolam, risperidona) evoca una respuesta dada a bajas concentraciones, mientras que un fármaco de menor potencia (meperidina, diazepam, ziprasidona) evoca la misma respuesta solo a concentraciones más altas. Mayor potencia no significa necesariamente más efectos secundarios. 
La IUPHAR ha declarado que "potencia" es "un término impreciso que siempre debe definirse más" , por ejemplo como {\displaystyle {\ce {EC_{50}}}}, {\displaystyle {\ce {IC_{50}}}}, {\displaystyle {\ce {ED_{50}}}}, {\displaystyle {\ce {LD_{50}}}}  y así. 

## Otras lecturas
- Harris, Robert (9 de octubre de 2012). «Formulating High Potency Drugs». Consultado el 13 de noviembre de 2013.
- Integrated Pharmacology (3rd edición). St. Louis: Mosby. 2006. ISBN 978-0-323-04080-8.

- Datos: Q2066956
- Multimedia: Potency (pharmacology) / Q2066956